# Triefenbach (Lisberg)
Triefenbach ist ein Gemeindeteil der Gemeinde Lisberg im oberfränkischen Landkreis Bamberg in Bayern.

## Geographie
Der Weiler zählt 15 Einwohner. Er liegt nordöstlich des Kernortes Lisberg und östlich von Trabelsdorf an der Staatsstraße 2262. 

## Geschichte
Historisch gehörte Triefenbach zu der protestantischen Enklave Trabelsdorf.
Der Sportanglerverein Trabelsdorf veranstaltet des Öfteren am Triefenbacher Weiher Veranstaltungen. Unter anderem findet einmal im Jahr das Anglerfest statt, eine Art Dorffest.